# Beckomberga
Beckomberga est un quartier du district de Bromma à Stockholm en Suède.

## Description
Le quartier de Beckomberga est situé à l'ouest de Bromma et et il a une superficie de 0,42 kilomètres carrés.
Le quartier borde les quartiers de Flysta, Eneby, Bromma Kyrka, Norra Ängby et Råcksta.
Beckomberga abritait autrefois un hôpital psychiatrique, qui était à l'époque le plus grand de Suède. Il y fut inauguré en 1935, mais démoli en 1995. 
Le quartier se compose d'une zone légèrement vallonnée avec des petites collines boisées.

## Bâtiments
Depuis le milieu des années 2000, les anciens bâtiments hospitaliers ont commencé à être reconvertis en logements. 
Dans la zone du parc Beckomberga se sont développées des maisons multifamiliales, des maisons jumelées, des maisons mitoyennes, des logements étudiants et des logements pour personnes âgées. 
De nombreux anciens bâtiments hospitaliers, conçus par l'architecte Carl Westman, ont aujourd'hui été transformés en logements étudiants, logements pour personnes âgées, copropriétés et immeubles locatifs. 
Le caractère original des maisons a été préservé autant que possible. 
Les maisons sont situées autour de l'ancien parc de l'hôpital, Klockhusparken, qui subsiste depuis l'époque de l'hôpital.
Parmi les entreprises de construction qui ont participé à la reconstruction autour du grand parc figurent Riksbyggen, Besqab, Veidekke et NCC.

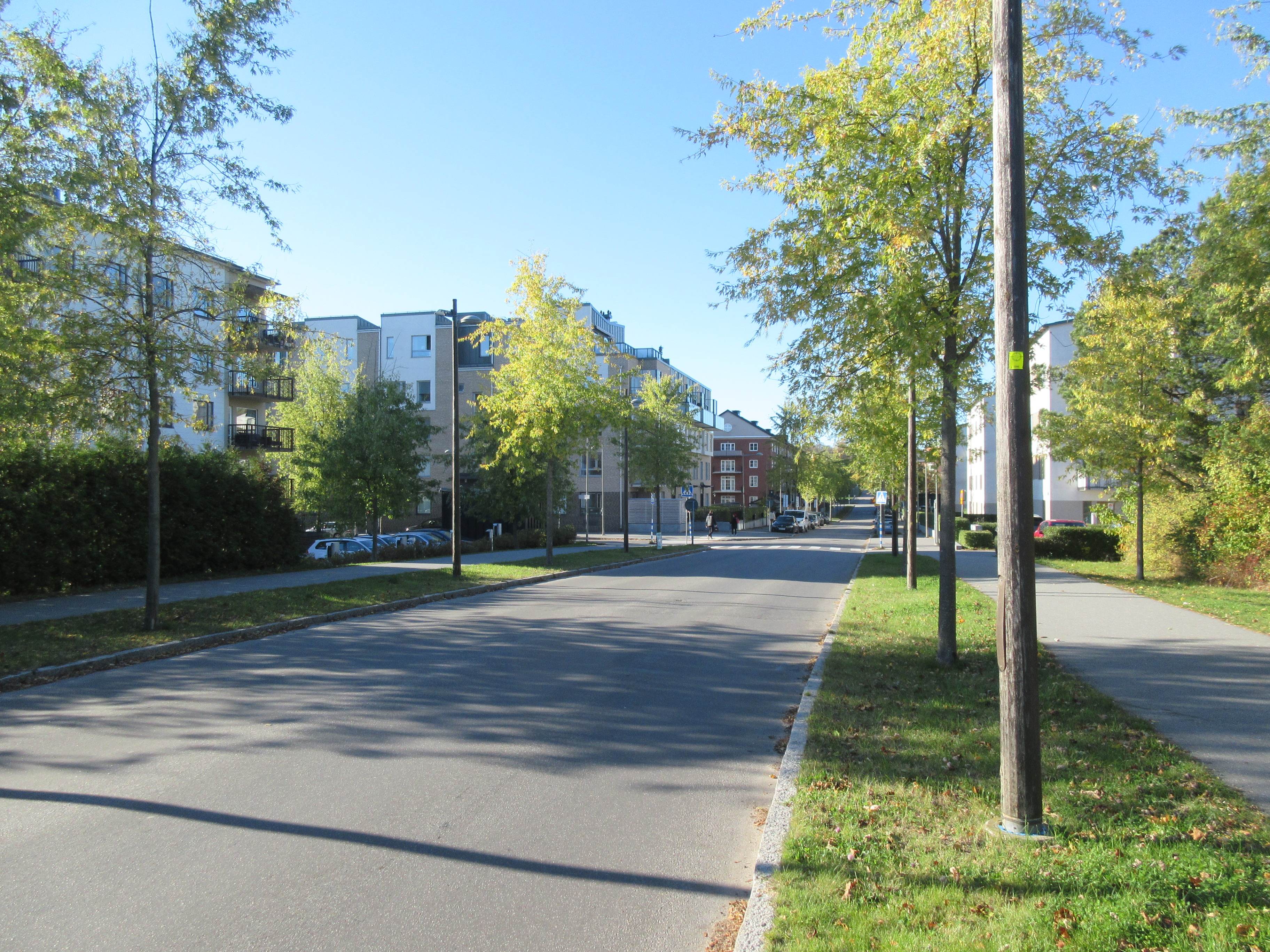
Rue Styresman Sanders Väg.
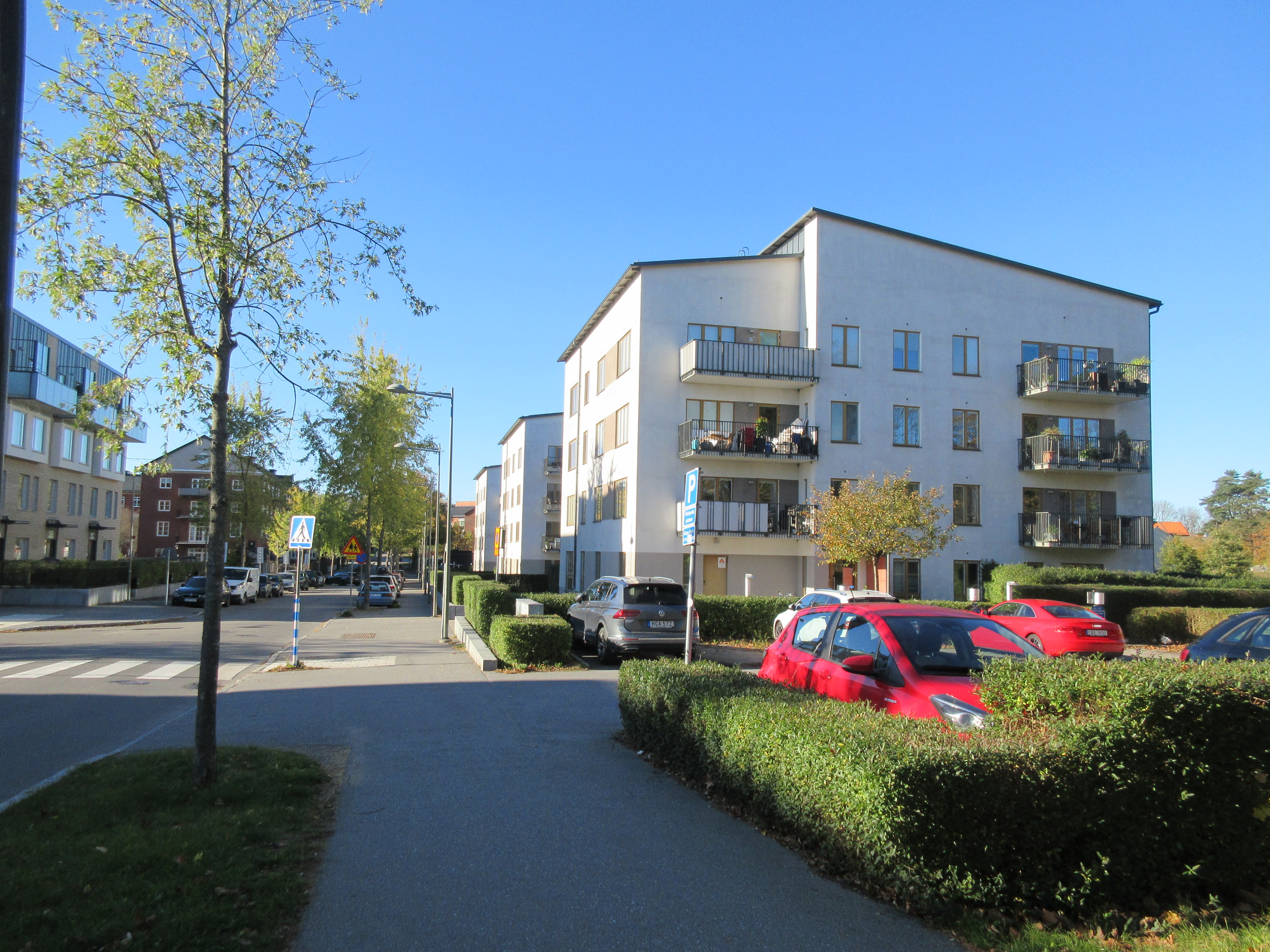
Styresman Sanders Väg 2, 2007.
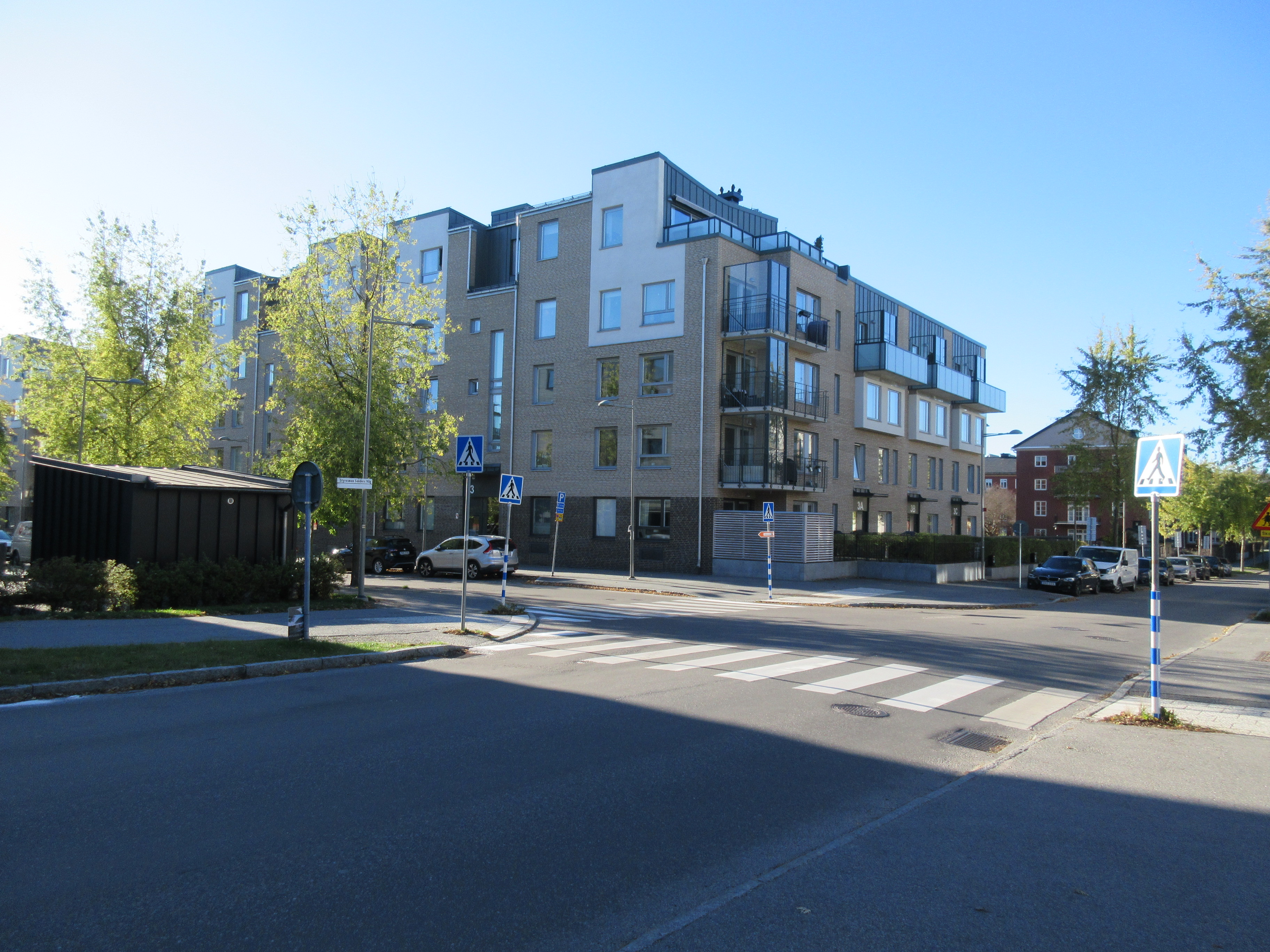
Styresman Sanders Väg 3, 2017.
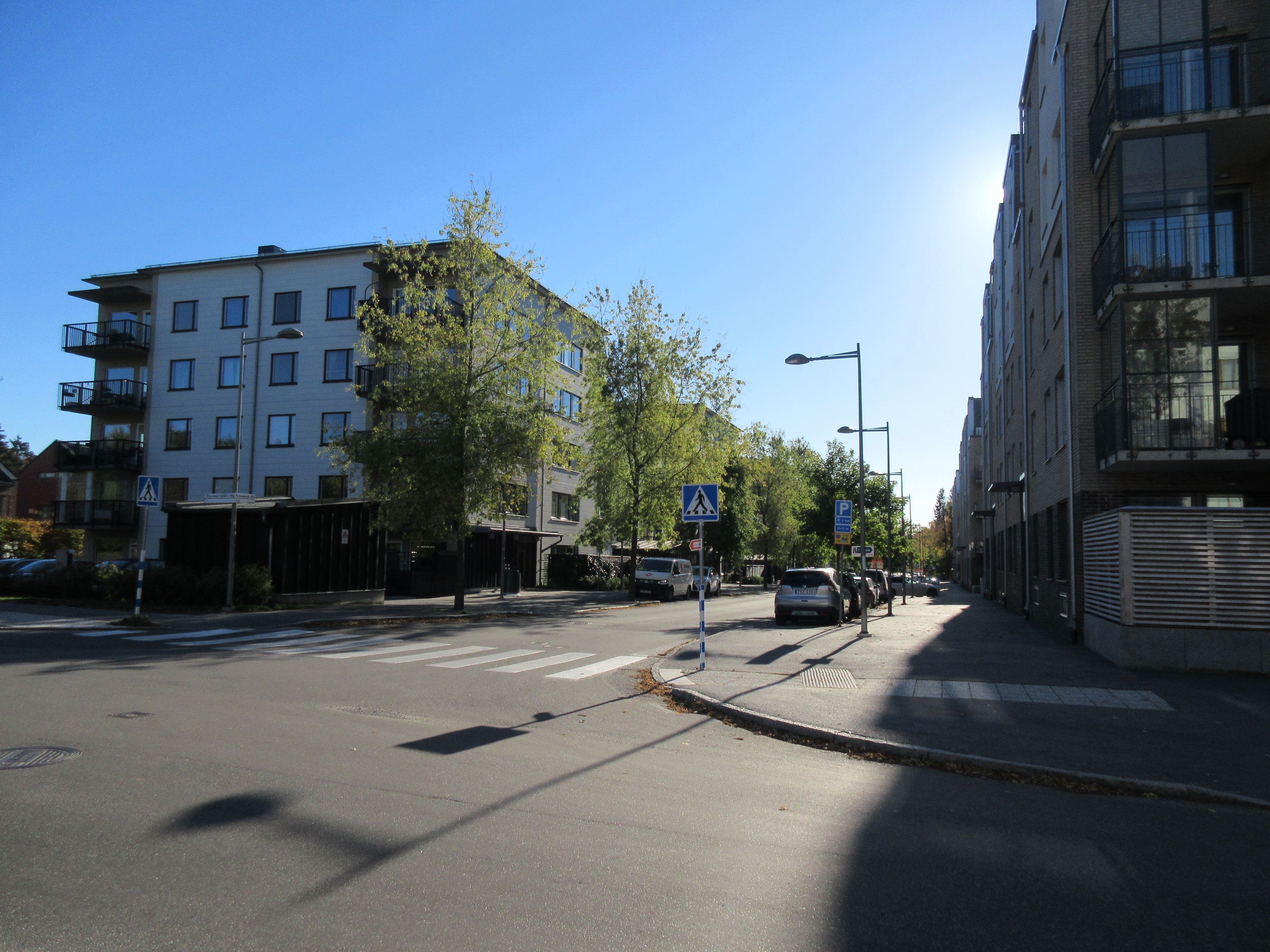
Styresman Sanders Väg 4-8, 2008.

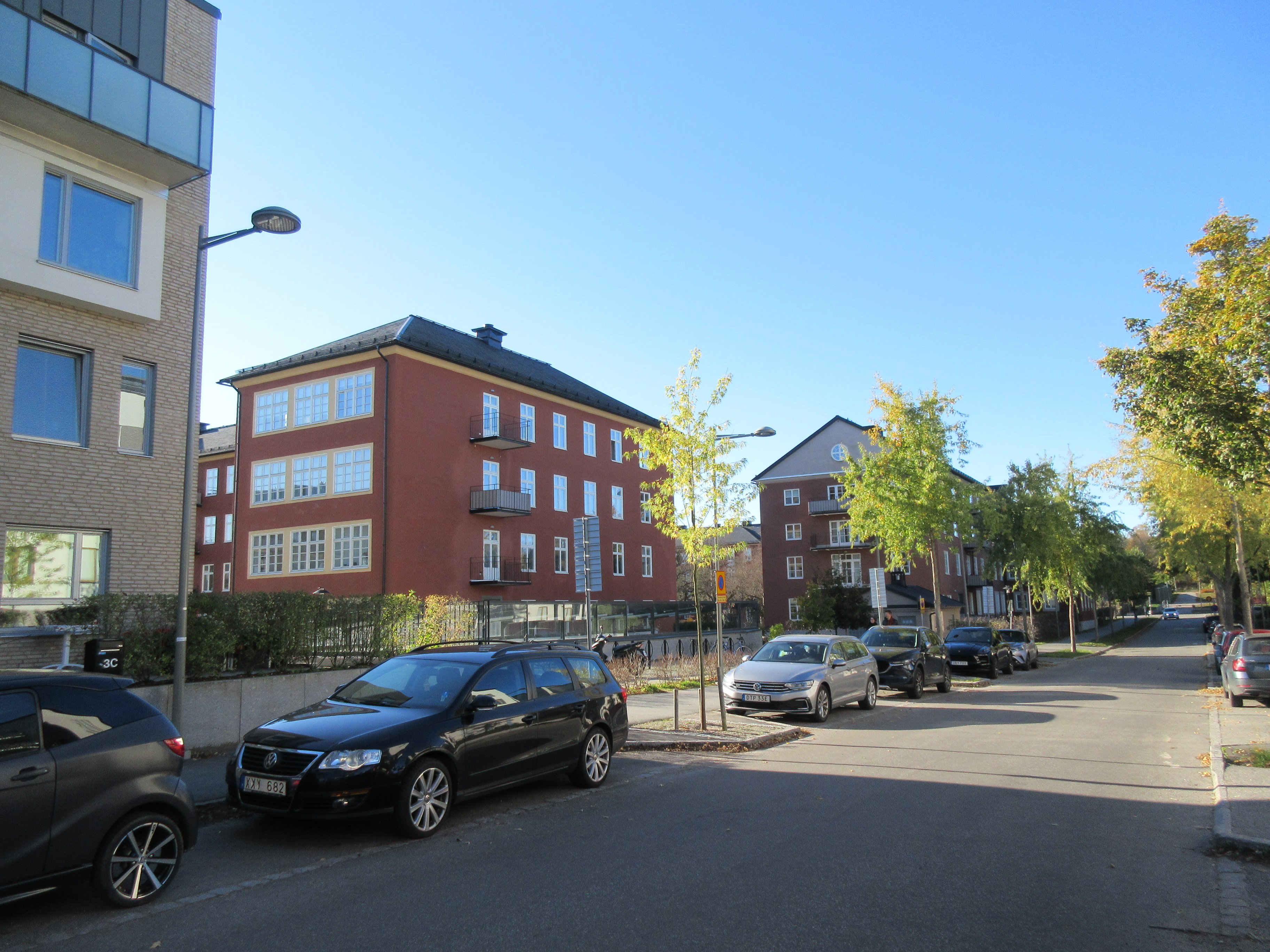
Styresman Sanders Väg 5, 2015.
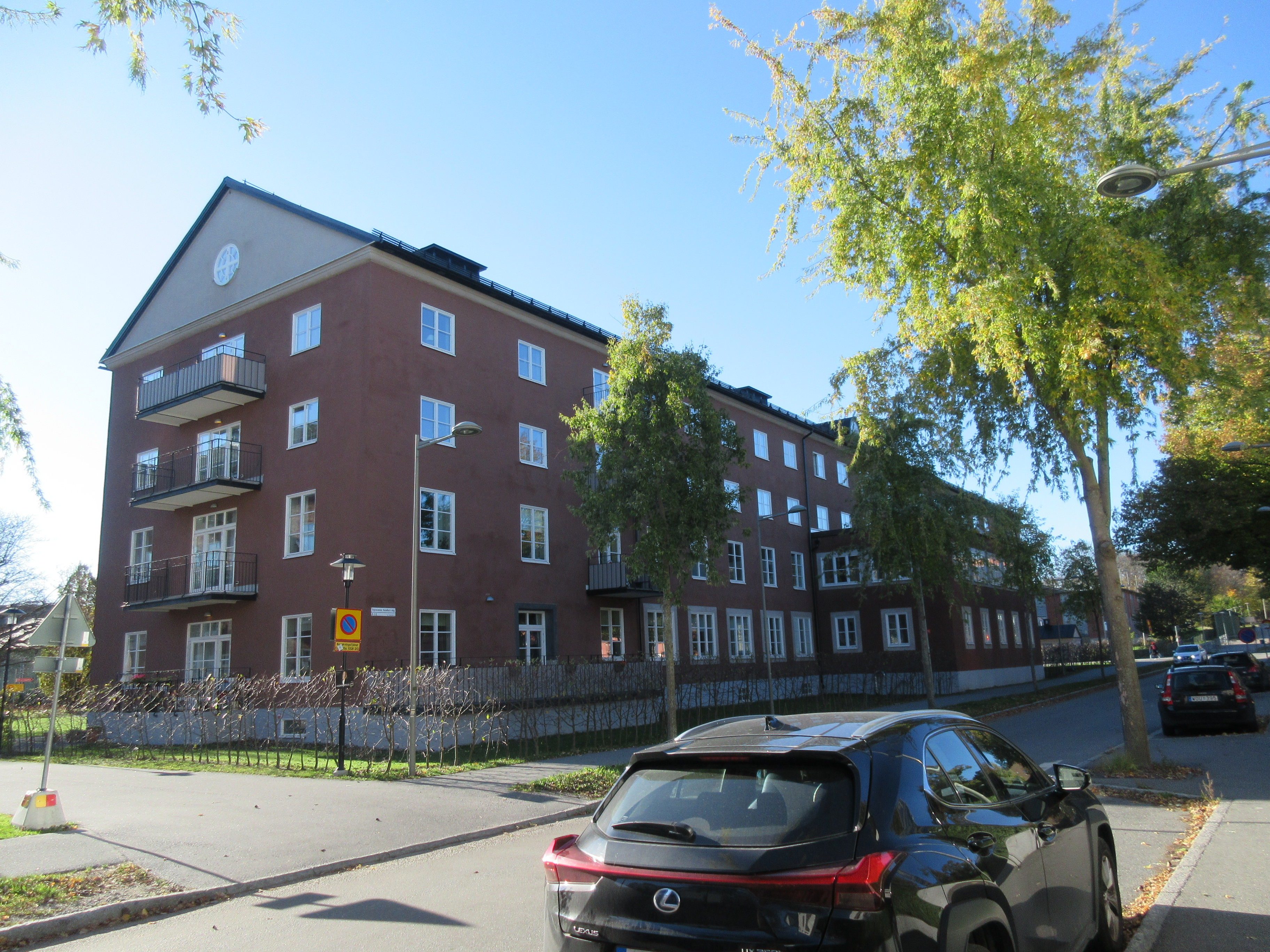
Styresman Sanders Väg 7, 1932 et 2015.
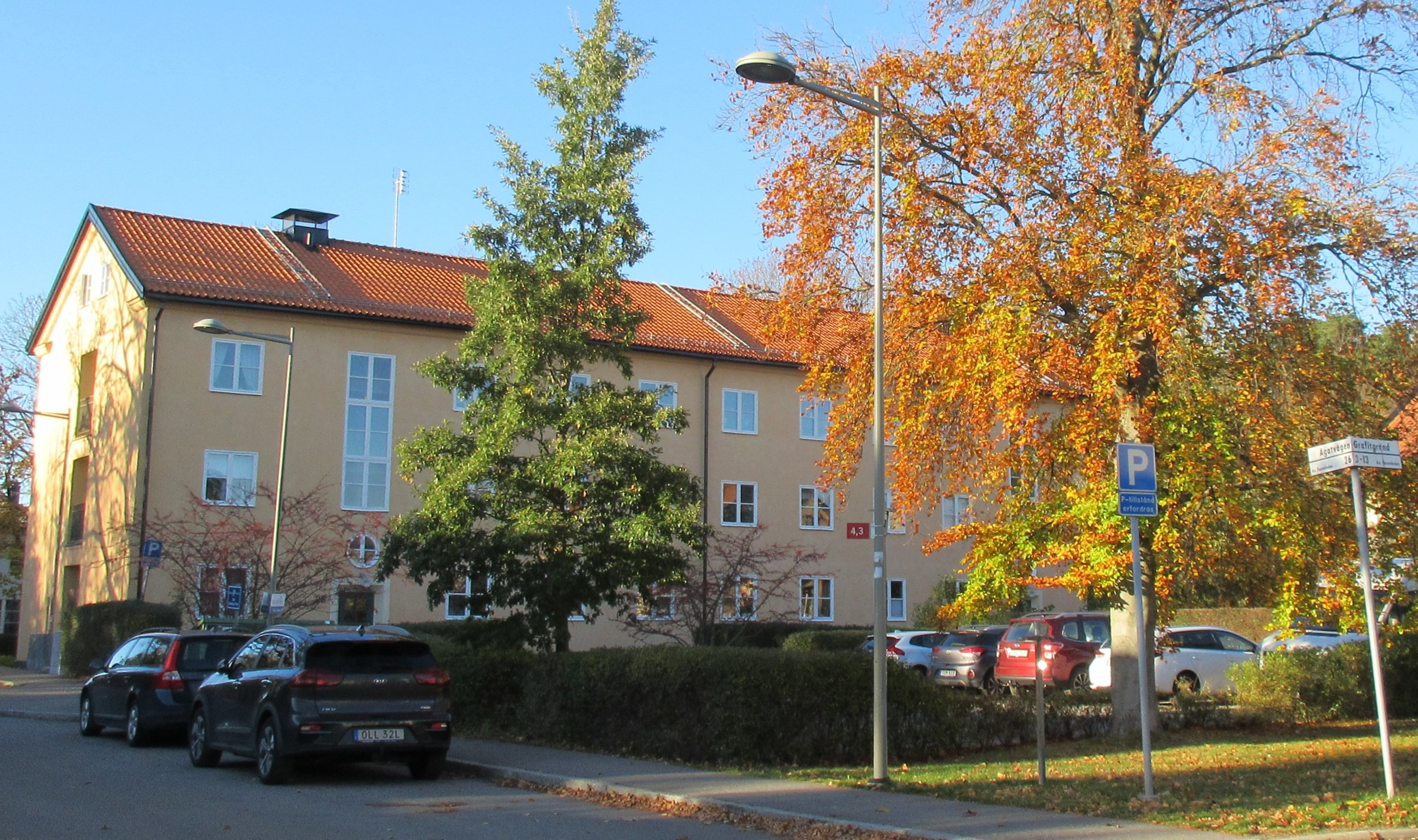
Agatvägen 26, 1929.
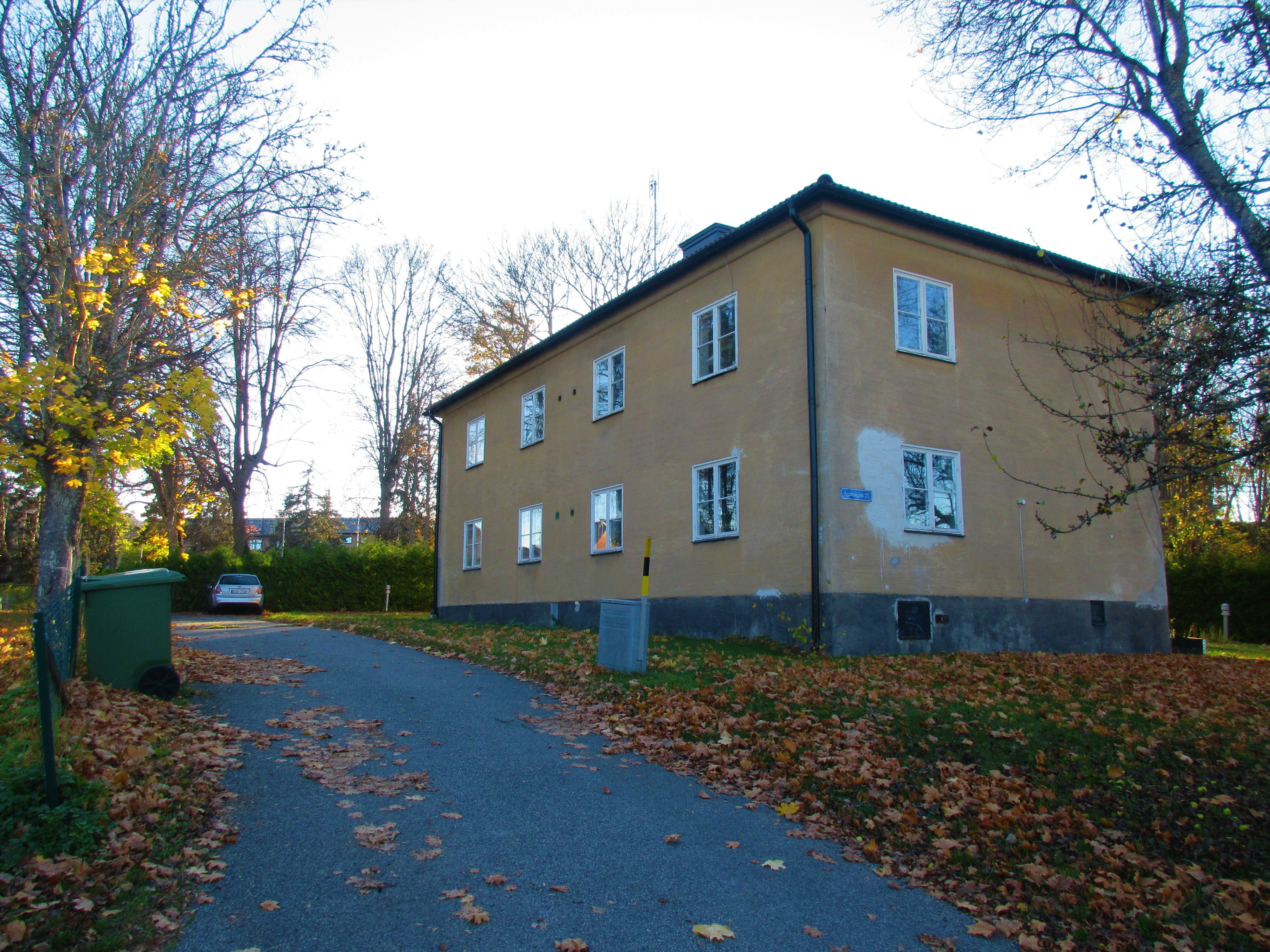
Agatvägen 27, 1950.
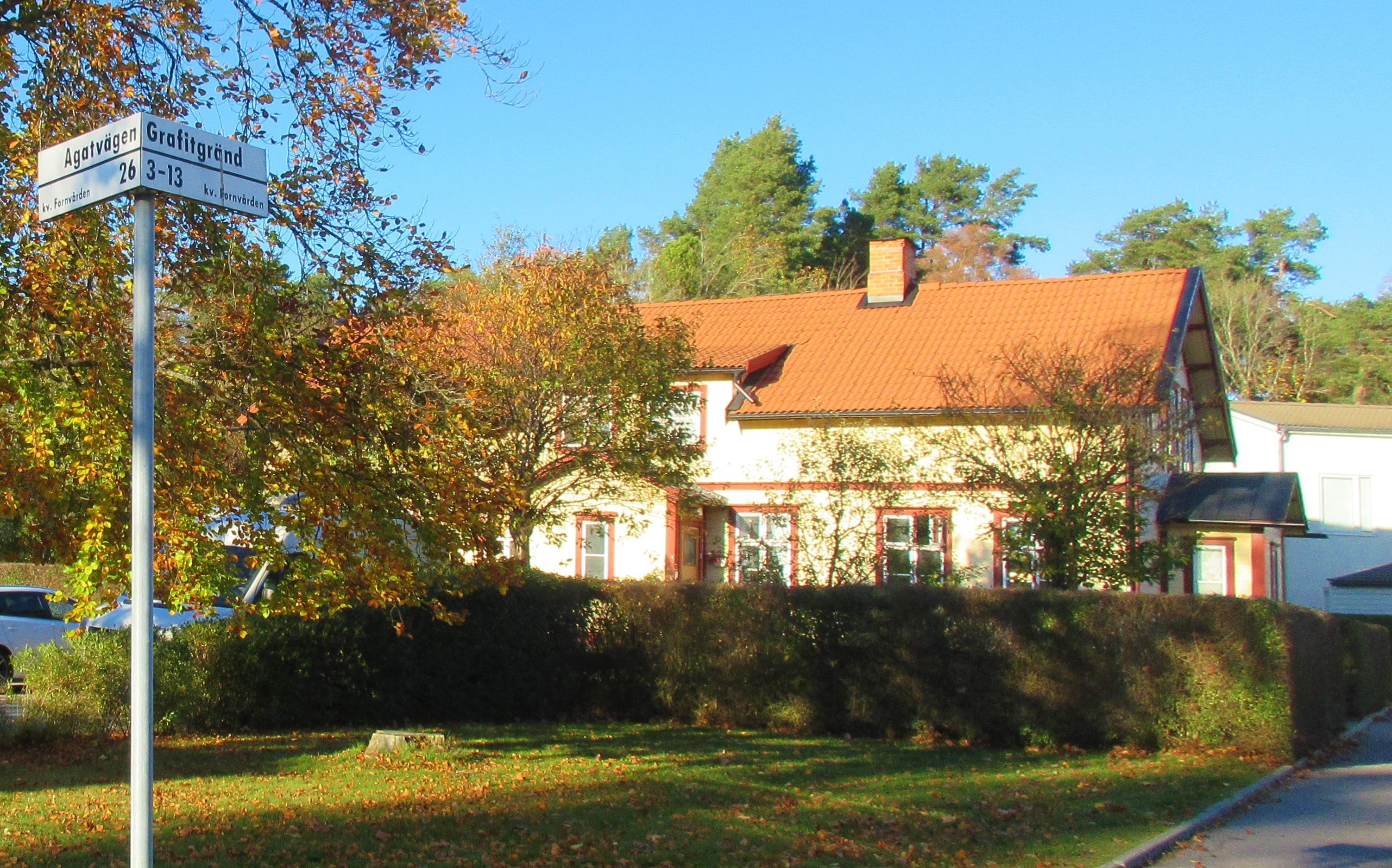
Grafitgränd 3, 1898.

### La maison verte

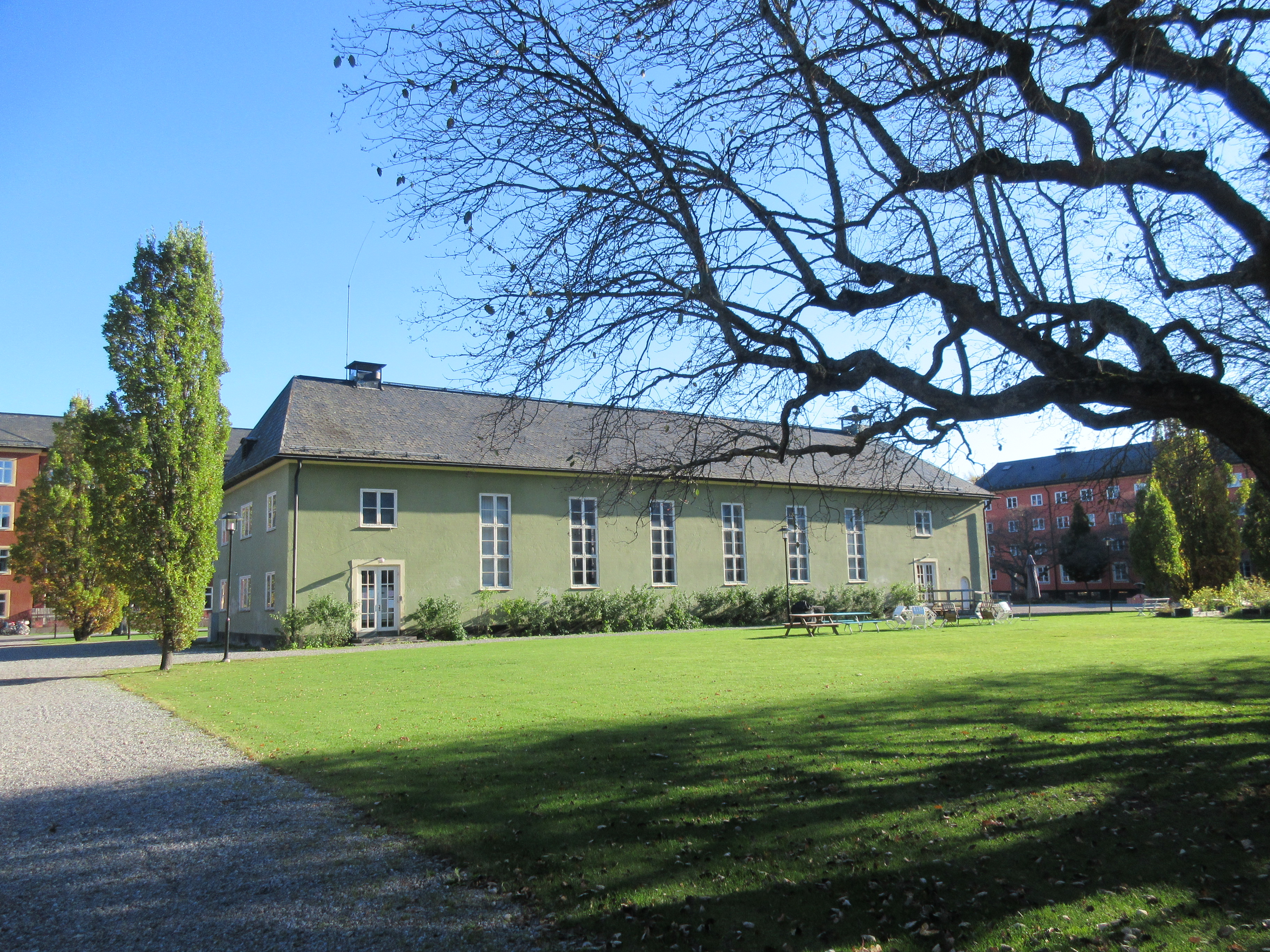
Gröna huset

Au milieu du Klockhusparken se trouve un pavillon classé au patrimoine culturel, Gröna huset, qui, à l'époque de l'hôpital, possédait une salle de réunion et était utilisé pour diverses activités communes. La serre deviendra désormais un centre culturel.

### Les maisons rondes

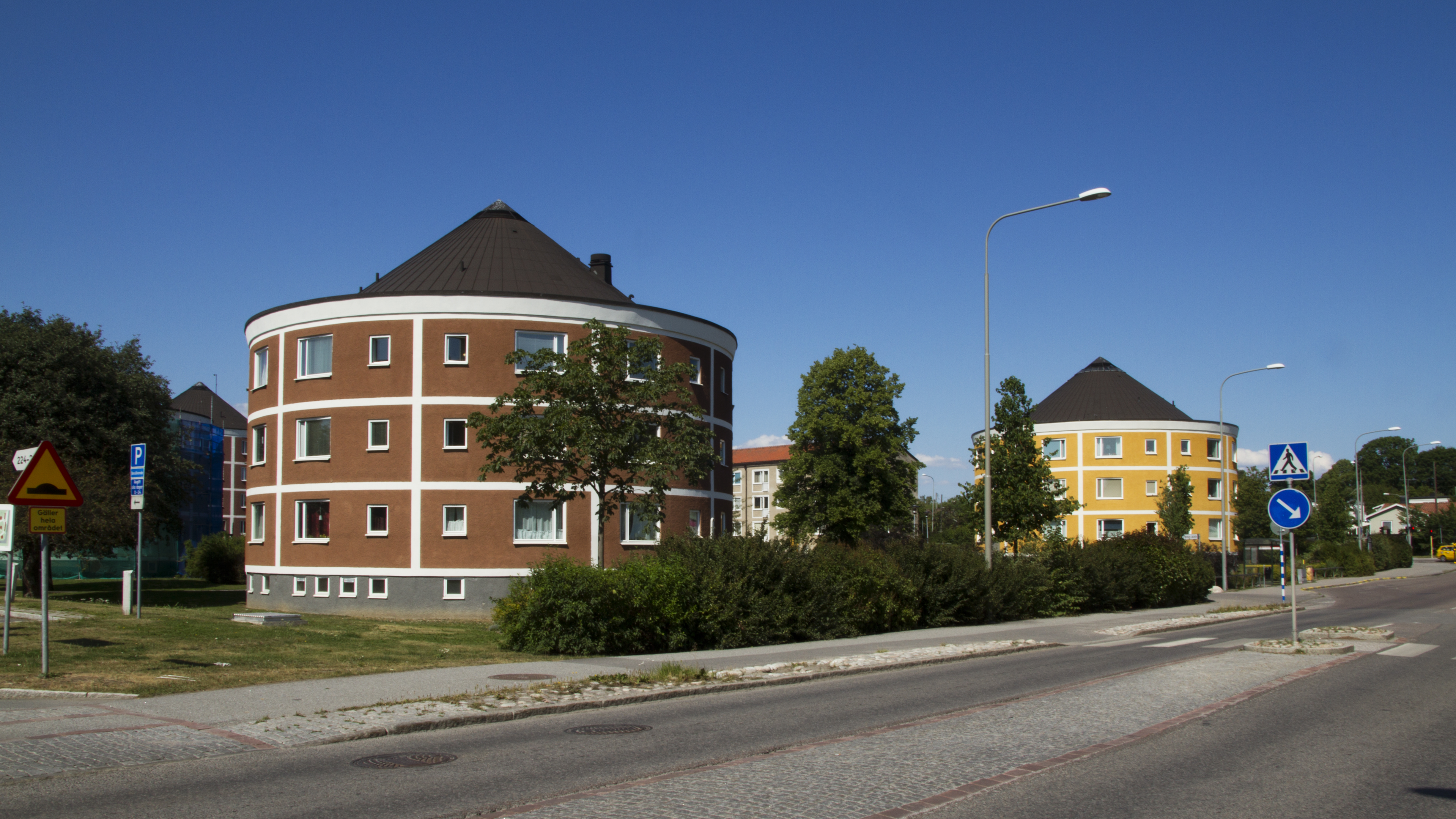
Les maisons cylindriques.

Les Runda husen, ou maisons en forme de cylindre, situées à l'intersection de Bällstavägen et Spångavägen, ont été conçues en 1952 par l'architecte Nils Sterner et construites en 1953-1954 comme logements pour le personnel hospitalier de l'hôpital de Beckoberga.

### La maison de l'horloge

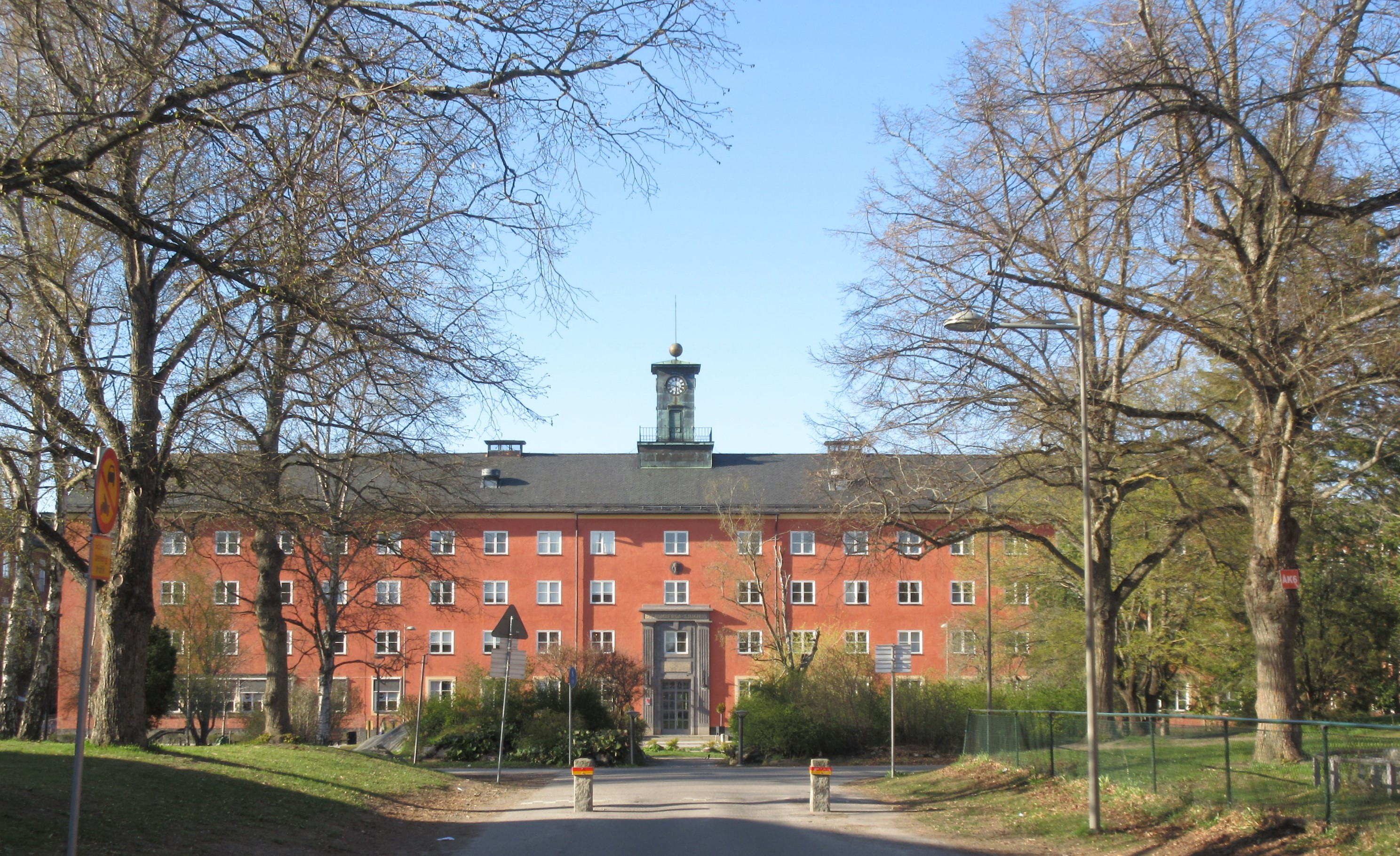
Klockhuset.

La zone autour de la « Klockhuset » à Beckomberga, où se trouvait autrefois l'hôpital de Beckomberga, était autrefois le plus grand hôpital psychiatrique de Suède et aussi l'un des plus grands d'Europe. 
L'hôpital a été conçu par Carl Westman, qui était l'un des grands architectes de bâtiments publics de l'époque. 
L'hôpital a ouvert ses portes en 1935 pour 1 600 patients et 800 employés. 
De vastes zones herbeuses, des plantations et des avenues ont été aménagées autour de l’hôpital. 
l'entretien du parc faisait partie de la thérapie des patients. 
Aujourd'hui, plusieurs arbres de cette époque sont encore préservés et certains sont en bon état.
Jusqu'en 1995, la propriété « Klockhuset » était utilisée comme bâtiment administratif. Dans les années 2013-2014, le « Klockhuset » a été transformé à des fins résidentielles.

### Parc de la maison de l'horloge
Le Klockhusparken à Beckomberga est un parc avec des pelouses et des arbres à feuilles caduques. Autour de l'ancien quartier de l'hôpital se trouvent des immeubles d'habitation et des écoles modernes.
Au Klockhusparken se trouve une sculpture de l'artiste Johan Petterson intitulée The Horse's Journey (2016). La sculpture a été créée en mémoire de l'histoire de Beckomberga 1927-2017.
Dans le parc, il y a un panneau, avec des citations du livre (Beckoberga : ode till min familj) de Sara Stridsberg. 
Une grande partie de l'intrigue du livre se déroule dans la grange Beckomberga. Le livre a été nommé pour le Prix August 2014 et a également été adapté en pièce de théâtre chez Dramaten (2015), où la pièce s'appelle Beckomberga. 
Le panneau a été installé dans le parc en août 2017.

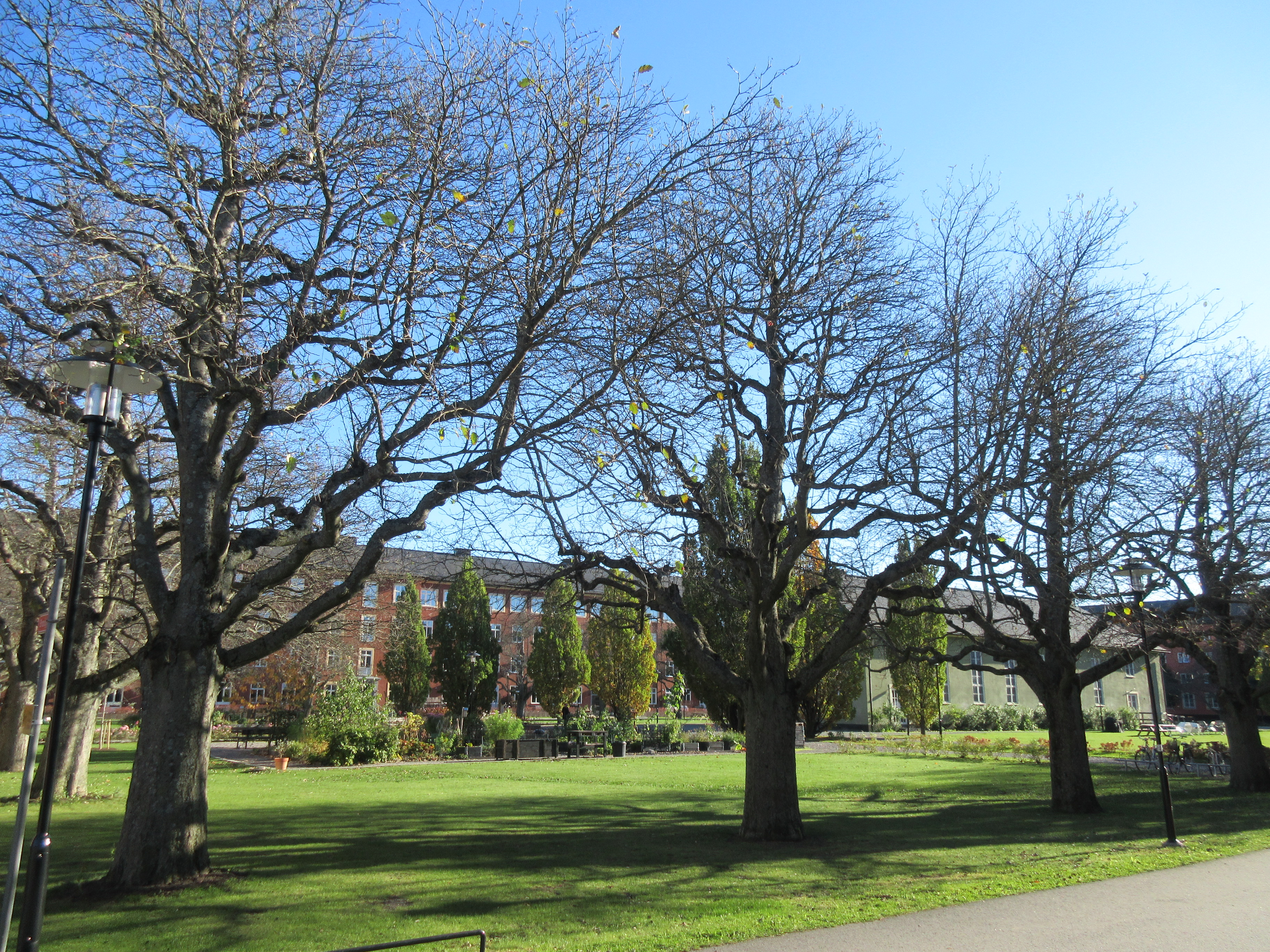
Klockhusparken.
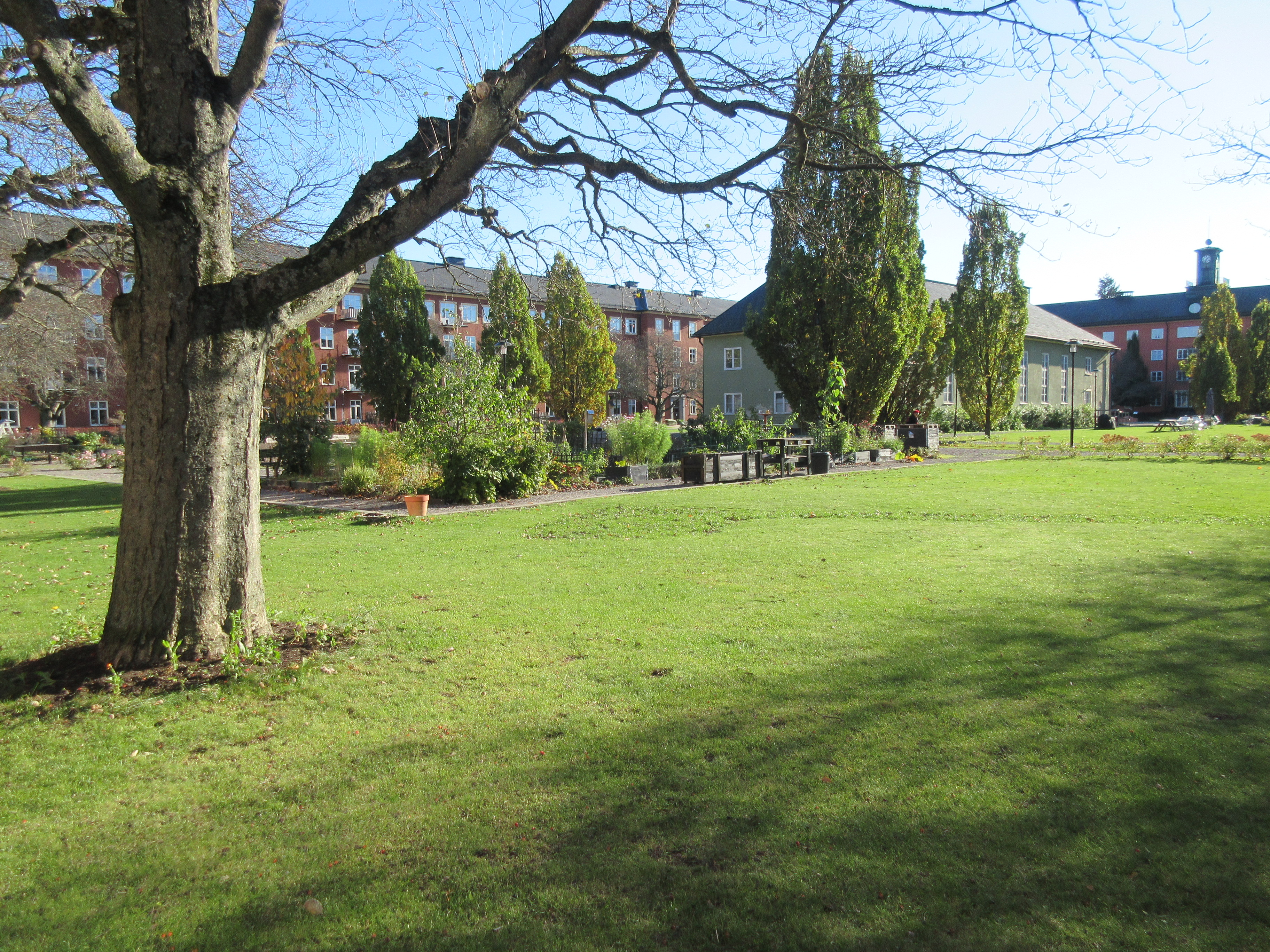
Klockhusparken.
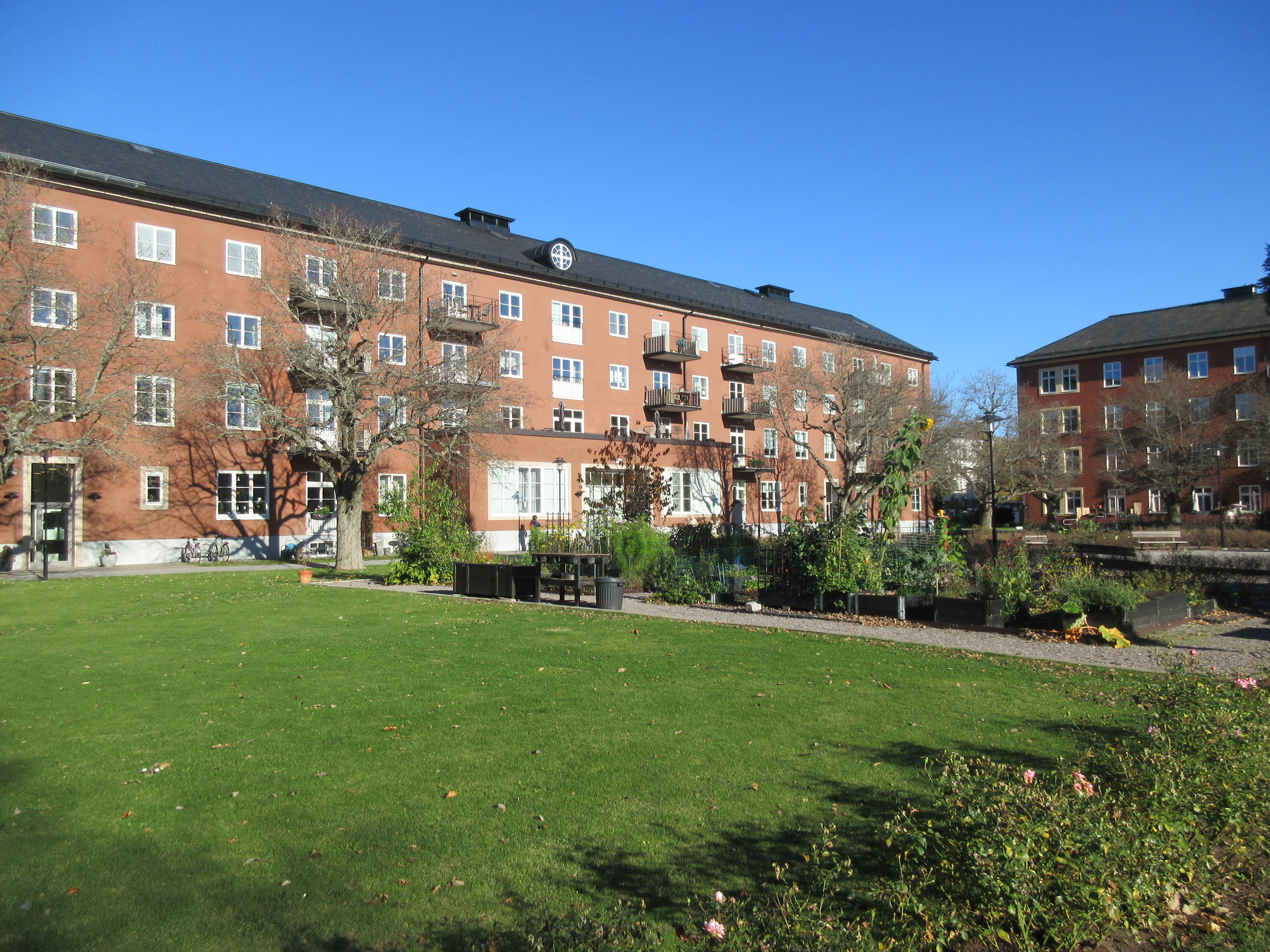
Bâtiment du Klockhusparken.
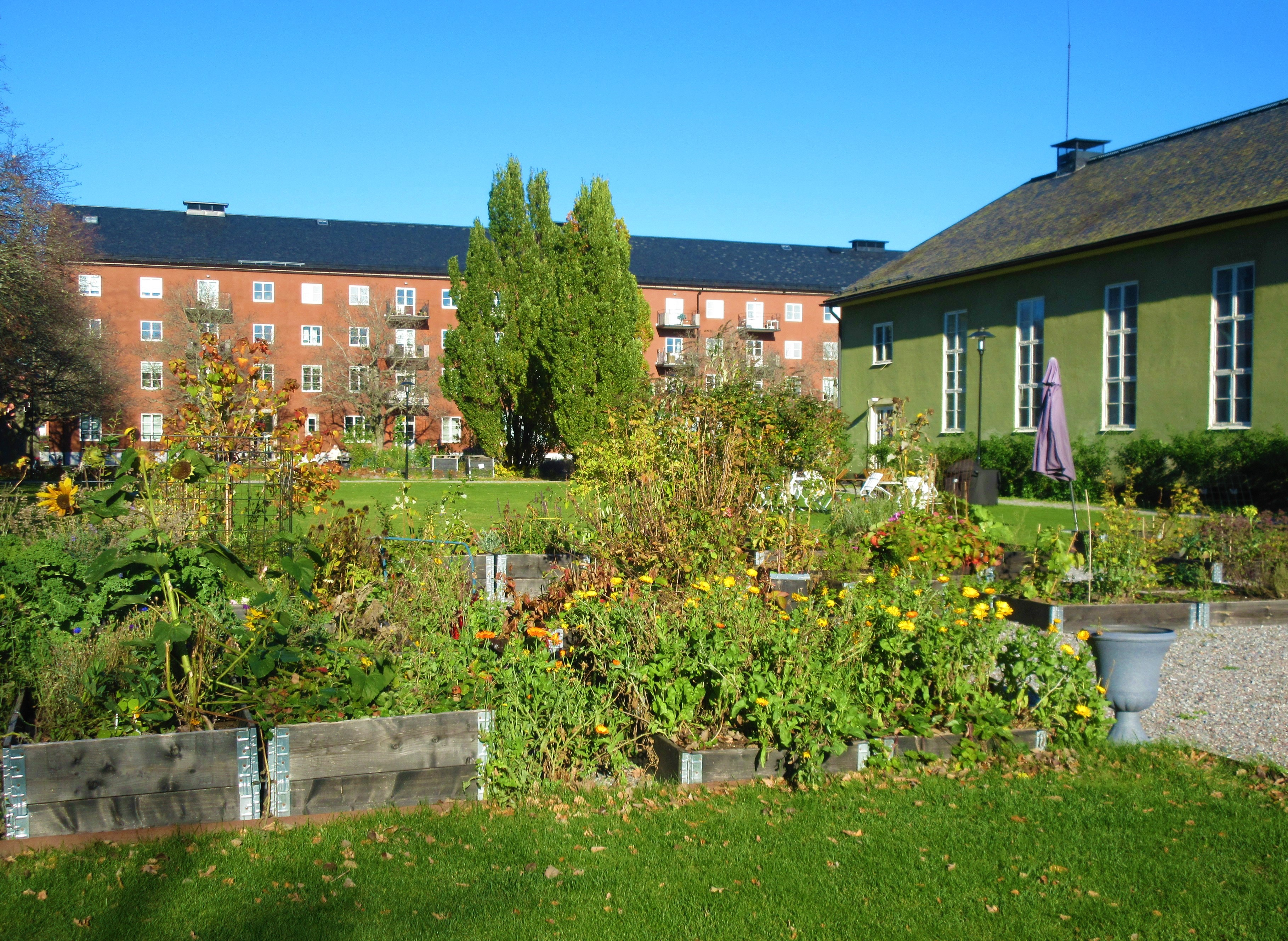
Bâtiments du Klockhusparken.
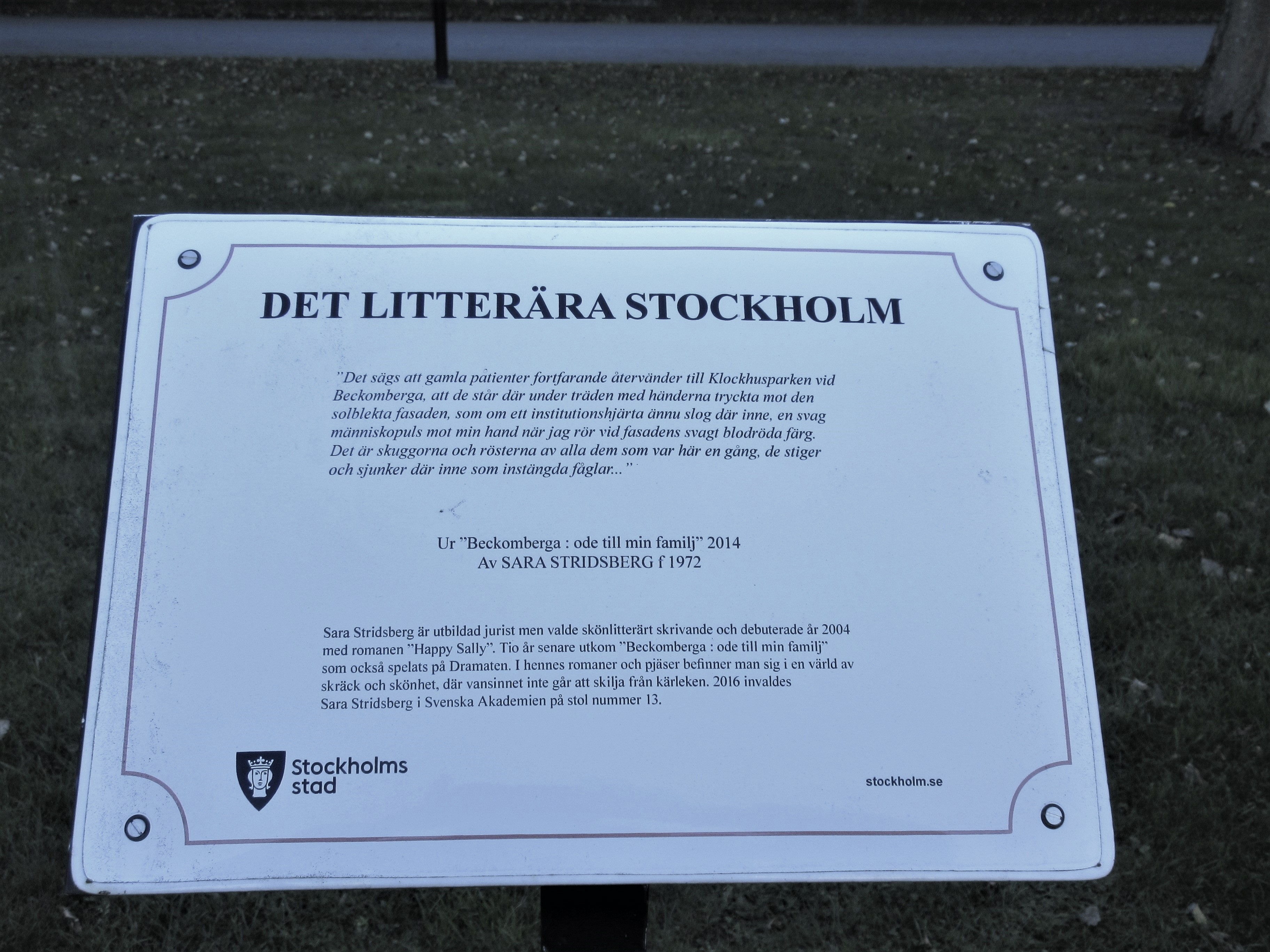
Le panneau citant le livre de Sara Stridsberg.